# 王金龍 (數學家)
王金龍（1968年5月5日—），臺灣數學家，中央研究院院士。哈佛大學數學博士，第二屆晨興數學獎得主。現任教於國立臺灣大學數學系。

## 簡歷
王金龍生於桃園縣桃園市（今桃園市桃園區）。武陵高中畢業後進入國立台灣大學數學系，於1990年獲得學士學位。1993至1998年，於哈佛大學攻讀博士學位，師承丘成桐，研究興趣為微分幾何及代數幾何。
王金龍致力於雙有理幾何中K等價關係的研究，並於2001年世界華人數學家大會上獲頒晨興數學獎。
2006年王金龍與妻林惠雯（同為代數幾何學家）以及美國猶他大學的李元斌，經過多年的嚴格證明與複雜計算，在《數學年鑑》（Annals of Mathematics）發表了「Flops, motives and invariance of quantum rings」這篇論文。這個結果為高維度幾何學裏的量子不變量提供了一類新的解析延拓的方法，並可解釋弦理論。
2024年獲選為第三十四屆中央研究院院士。
王金龍與妻林惠雯皆畢業於台大數學系，但兩人相差兩屆，兩人目前育有一子。

## 學術榮譽
- 2000年及2004年國科會傑出研究獎
- 2001年世界華人數學家大會晨興數學奖銀獎
- 2002年國科會吳大猷紀念獎
- 2003年中山學術著作獎
- 2004年至2008年國家理論科學研究中心陳省身研究員獎(Chern Fellow)
- 2009年教育部國家講座主持人
- 2024年獲選為中央研究院院士

## 外部連結
- 王金龍教授個人網頁 （页面存档备份，存于）
- 不斷探索根源的實證精神－王金龍 （页面存档备份，存于）
- 王金龍教授 訪談稿(上)
- 王金龍教授 訪談稿(下)